# Tonga ai Giochi della XXVII Olimpiade
Tonga ha partecipato alle olimpiadi estive 2000 a Sydney, Australia.

## Atletica leggera

### Maschile
Eventi di corsa e prova su strada
| Atleta        | Evento | Batteria | Batteria  | Semifinale      | Semifinale      | Finale          | Finale          |                 |
| Atleta        | Evento | Tempo    | Posizione | Tempo           | Posizione       | Tempo           |                 |                 |
| ------------- | ------ | -------- | --------- | --------------- | --------------- | --------------- | --------------- | --------------- |
| Tolutau Koula | 100 m  | 11.01    | 57°       | non qualificato | non qualificato | non qualificato | non qualificato | non qualificato |

### Femminile
Eventi di corsa e prova su strada
| Atleta           | Evento         | Batteria | Batteria  | Semifinale      | Semifinale      | Finale          | Finale          |                 |
| Atleta           | Evento         | Tempo    | Posizione | Tempo           | Posizione       | Tempo           |                 |                 |
| ---------------- | -------------- | -------- | --------- | --------------- | --------------- | --------------- | --------------- | --------------- |
| Ana Siulolo Liku | 100 m ostacoli | 14.58    | 38°       | non qualificato | non qualificato | non qualificato | non qualificato | non qualificato |